# بلدة كلينتون (مقاطعة ليناوي)
كلينتون، مقاطعة ليناوي (بالإنجليزية: Clinton Township, Lenawee County, Michigan)‏ هي بلدة تقع بولاية ميشيغان في الولايات المتحدة. تبلغ مساحتها 47 (كم²)، وترتفع عن سطح البحر 267 م، بلغ عدد سكانها 3624 نسمة في عام تعداد الولايات المتحدة 2000 حسب إحصاء مكتب تعداد الولايات المتحدة وتصل الكثافة السكانية فيها 77.4 نسمة/كم2.

## وصلات خارجية
- The US50 - Cities and Towns in Michigan State
- Michigan Cities and Towns, Facts, Map, Flag, Colleges, Government, and More